# 1984 na arte

## Quadros
- "Ribeira Negra" de Júlio Resende.

## Nascimentos
| Data | Nome | Profissão | Nacionalidade | Observações | Ref |
| ---- | ---- | --------- | ------------- | ----------- | --- |

## Mortes
| Data          | Nome                              | Profissão                                               | Nacionalidade  | Observações | Ref |
| ------------- | --------------------------------- | ------------------------------------------------------- | -------------- | ----------- | --- |
| 23 de abril   | Roland Penrose                    | pintor, historiador de arte e poeta                     | Reino Unido    | n. 1900     |     |
| 12 de junho   | Paulo Sangiuliano                 | pintor                                                  | Brasil         | n. 1907     |     |
| 19 de junho   | Lee Krasner                       | pintora                                                 | Estados Unidos | n. 1908     |     |
| 25 de junho   | Atílio Baldocchi                  | pintor e professor de desenho e pintura                 | Brasil         | n. 1901     |     |
| 6 de julho    | Maria Leontina da Costa           | pintora, gravadora, desenhista, vitralista e azulejista | Brasil         | n. 1917     |     |
| 17 de agosto  | Orlando Teruz                     | pintor e professor                                      | Brasil         | n. 1902     |     |
| 18 de outubro | Henri Michaux                     | poeta, escritor e pintor                                | Bélgica        | n. 1899     |     |
| 1 de dezembro | Roelof Frankot                    | pintor                                                  | Países Baixos  | n. 1911     |     |
| ??            | Marcel Janco                      | pintor                                                  | Roménia        | n. 1895     |     |
| ??            | Joan Ponç                         | pintor                                                  | Espanha        | n. 1927     |     |
| ??            | Celso Antônio Silveira de Menezes | pintor e escultor                                       | Brasil         | n. 1896     |     |

## Prémios
- Prémio Príncipe das Astúrias das Artes - Orfeón Donostiarra[1]
- Prémio Pritzker - Richard Meier[2]
- Prémio Valmor e Municipal de Arquitectura 1984 - Pedro Tojal[3].